# Goulbin Kaba
Der Goulbin Kaba (auch: Goulbi’n Kaba, Goulbi N’Kaba) ist ein Trockental in Niger und Nigeria.

## Name
Mit dem Hausa-Wort Goulbi wird in Zentral-Niger ein fossiles Trockental bezeichnet. Der Name Goulbin Kaba bedeutet „(Trocken-)Tal der Doumpalmen“ (Hyphaene thebaica).

## Geographie

### Verlauf
Der Goulbin Kaba hat seinen Ursprung in Niger in der Gemeinde Olléléwa, die zum Departement Tanout in der Region Zinder gehört. Er verläuft zunächst grob von Nordosten nach Südwesten. Seine Länge in Niger beläuft sich auf 170 Kilometer. Seine Breite variiert zwischen 200 Metern und fünf Kilometern.
Das Trockental passiert das Dorf Yagagi, das in der Gemeinde Gangara im Departement Tanout liegt. Es erreicht die Region Maradi und dort zunächst das Departement Tessaoua, gefolgt vom Departement Mayahi, wo das zur Gemeinde Issawane gehörende Dorf Yamboyé in seiner Nähe liegt. Danach mündet linksseitig das Trockental Goulbi El Fadama ein. Der Goulbin Kaba verläuft nunmehr in Ost-West-Richtung. Zu den Ufersiedlungen in der Gemeinde Mayahi zählen die Dörfer Digaba und Kotaré, der Hauptort Mayahi sowie die Dörfer Gamouza und Koren Habdjia. Ebenfalls noch im Departement Mayahi liegt der Uferort Dan Maïro in der Gemeinde Sarkin Haoussa. Hier mündet ein weiteres linksseitiges Nebental ein, das seinen Ursprung südlich von Tchadoua hat. Der Goulbin Kaba verläuft weiter durch das Departement Dakoro. Dort passiert er den Gemeindehauptort Maïyara und das am gegenüberliegenden Ufer liegende und zur selben Gemeinde gehörende Dorf Tajaé Agolla, das Dorf Baban Kori in der Gemeinde Sabon-Machi und das Dorf Amadou Koron Dachi in der Gemeinde Kornaka. Er erreicht die Gemeinde Dan-Goulbi mit den Siedlungen Guidan Mayaki, Dan Goulbi (dem Gemeindehauptort), Iskita und Dan Dadi. Er nimmt nun eine südwestliche Richtung ein.
Nach dem Departement Dakoro verläuft er durch das Departement Guidan Roumdji mit dem in der gleichnamigen Gemeinde Guidan Roumdji gelegenen Dorf Halbaoua Salifou als größerem Uferort. Für einen kurzen Abschnitt befindet er sich in der Region Tahoua, genauer in der Gemeinde Bangui im Departement Madaoua. Schließlich verlässt der Goulbin Kaba Niger und erreicht Nigeria. Dort, beim Dorf Takakume in der zum Bundesstaat Sokoto gehörenden Local Government Area Goronyo, mündet er an derselben Stelle wie das Tarka-Tal linksseitig in den Fluss Rima.

### Wasserführung und Ablagerungen
Anders als der weiter südlich gelegene Goulbi de Maradi führt der Goulbin Kaba in der Regel kaum noch Wasser. In der Regenzeit besteht im oberen Abschnitt des Tals bis Guidan Roumdji dennoch die Gefahr von Überschwemmungen.
Die ältere Sedimentschicht ist bis zu 50 Meter dick. Sie besteht abwechselnd aus grobem tonhaltigen Sandstein, Konglomeraten, Quarzkieseln und metamorphem Gestein. Die jüngeren oberflächlichen Sedimente setzen sich aus grobem Sand mit Quarzkieseln zusammen und sind weniger tonhaltig als die älteren Ablagerungen.

## Wirtschaft
Die Möglichkeiten zur Bewässerungsfeldwirtschaft im Tal sind eingeschränkt. Die Brunnen sind üblicherweise zwischen 35 und 50 Metern tief. Im Departement Mayahi befindet sich ein 31.500 Hektar großes Doumpalmen-Gebiet im Tal. Die Doumpalmenblätter werden zu Matten, Seilen und anderen handwerklichen Produkten verarbeitet. Sie dienen außerdem als Viehfutter.